# L'Imitation de Jésus-Christ
L'Imitation de Jésus-Christ (en latin : De imitatione Christi) est une œuvre anonyme de piété chrétienne, écrite en latin à la fin du XIVe siècle ou au début du XVe siècle.
On estime habituellement que son auteur est Thomas a Kempis.
Il s'agit du livre le plus imprimé au monde après la Bible et, selon Yann Sordet, de « l'un des plus grands succès de librairie que l'Europe ait connus de la fin du Moyen Âge au début de l'ère contemporaine. »

## Présentation

### Origine
Le titre de cet ouvrage écrit en latin, provient directement de sa première phrase :
« Celui qui me suit ne marche pas dans les ténèbres, dit le Seigneur. Ce sont les paroles de Jésus-Christ, par lesquelles il nous exhorte à imiter sa conduite et sa vie, si nous voulons être vraiment éclairés et délivrés de tout aveuglement du cœur ».
Cet incipit situe le texte dans la thématique médiévale de la Sequela Christi (prendre sa croix et suivre le Christ). On peut considérer que cette thématique a été traitée dans le livre conformément à l'esprit de la Devotio moderna, courant spirituel apparu à la fin du XIVe siècle dans l'Europe du Nord, non seulement parce que le texte de L'Imitation n'est pas attesté avant cette époque, mais également parce qu'il reflète les valeurs fondatrices de ce mouvement. Bien des précautions doivent être prises dans la présentation de cet ouvrage anonyme, qui offre à l'historien de la spiritualité quelques difficultés touchant la composition et l'attribution.   

### Composition
Tel qu'il se présente aujourd'hui, le texte est divisé en quatre parties d'inégale longueur :
- Livre I Avertissements utiles à la vie  spirituelle (Admonitiones ad vitam spiritualem utiles) : 25 chapitres ;
- Livre II Avertissements entraînant à la vie intérieure (Admonitiones ad interna trahentes) : 12 chapitres ;
- Livre III De la consolation intérieure (De interna consolatione) : 59 chapitres ;
- Livre IV Exhortation à la sainte communion (De sacramento) : 18 chapitres.

Les quatre livres qui composent L'Imitation constituaient au départ des opuscules autonomes. À partir de quelque sept cents manuscrits de provenances diverses, on a en effet observé que le premier livre s'est mis à circuler à partir de 1424, et qu'il faut attendre 1427 pour que les quatre livres soient diffusés, encore le sont-ils isolément et sans nom d'auteur. Cependant, une certaine unité de doctrine et de style permet de postuler un auteur unique, voire un même atelier originel.

### Attribution

#### Erronée
Un manuscrit italien de 1460 porte le nom de Jean Gerson (1363-1429), théologien et chancelier de l'Université de Paris. Cependant, les œuvres authentiques de cet intellectuel influent présentent un enseignement incompatible avec les vues de L'Imitation, particulièrement avec l'anti-intellectualisme farouche de cette dernière.

#### Douteuse
Et s'il s'agissait de Giovanni Gersen, abbé bénédictin de Saint-Étienne à Verceil, dans la première moitié du XIIIe siècle ? Certains manuscrits anciens portent son nom, et l'on pourrait également lui assigner ceux qui portent, dans ce cas par corruption linguistique, le nom de Gerson. La difficulté est que l'on ne sait rien sur ce personnage, et que la communauté religieuse évoquée dans L'Imitation ne paraît pas avoir suivi la règle de saint Benoît.

#### Probable
Reste Thomas a Kempis (1380-1471). Témoignent en sa faveur douze de ses contemporains : Jean Busch (1400-1479), Hermann Ryd (1408-1483), Jean Monbrun (1460-1502), Adrien de But (1480), Wessel Gansfort (1489), Farinator, Peter Schott, Trithème, Willibald Pirckheimer, Martin Simus, le biographe anonyme de Thomas a Kempis, et l'éditeur de la première traduction française de L'Imitation en 1493. De plus, L'Imitation reflète les valeurs des Frères de la Vie Commune dont Thomas fut l'élève, avant de devenir le disciple de Florent Radewijns, l'un des fondateurs de la Devotio moderna. Dans ce cas, il s'agirait de son chef-d'œuvre car les ouvrages qui lui sont attribués avec certitude ne sont pas à la hauteur de celui-ci. C'est l'une des raisons pour lesquelles Brian McNeil, auteur d'un livre récent sur le sujet et partisan de la candidature de Gersen, présente Thomas essentiellement comme un copiste, dont la version de L'Imitation serait, en outre, criblée d'erreurs.

### Propos
L'Imitation est une œuvre d'anthropologie théologique, dont le propos est exclusivement parénétique. Il s'agit de persuader les religieux d'une communauté, de choisir l'intimité avec le Christ plutôt que la fréquentation du monde, et ce sur la base de l'axiome suivant : la souffrance étant inévitable, mieux vaut souffrir avec Jésus que sans lui. Pour interpeler son lecteur, le faire réfléchir (au sens de « revenir à soi-même ») et lui permettre de mémoriser la leçon, l'auteur fait appel à toutes les ressources du latin médiéval, tant au niveau rhétorique (dialogues entre Jésus et le Fidèle au Livre III) que poétique (multiplication des sentences rythmées et/ou rimées).

## Spiritualité

### Un manuel ascétique
L'Imitation n'est pas un traité de spiritualité dont il faudrait suivre, du début à la fin, le développement, mais un manuel ascétique dont le sens s'offre directement, à n'importe quelle page. Parce qu'ils ont été écrits isolément, chacun des quatre livres peut être lu de manière autonome. Les tentatives d'appliquer à l'ensemble du texte la théorie des trois voies mystiques (purgative, illuminative et unitive) du pseudo-Denys l'Aréopagite, se sont d'ailleurs révélées vaines. De même, à l'intérieur de chaque livre, on n'observe, d'un chapitre à l'autre, aucune progression logique. Là aussi, les matières paraissent simplement juxtaposées, à la manière d'un sommaire. Cette fragmentation du texte se retrouve encore à l'intérieur des chapitres, puisque ceux-ci sont divisés en séquences qui forment des blocs de sens, repérables grâce à des procédés littéraires très recherchés (rythme, assonances, rimes, etc.). Un processus d'individualisation parcourt donc l'ensemble de l'ouvrage et permet d'accéder immédiatement au message fondamental : adhérer à Jésus par-dessus tout. On peut attribuer ce choix narratif au fait que, pour la Devotio moderna, la lecture a pour fonction d'inciter à la piété individuelle.

### Une rupture revendiquée
L'anonymat de l'œuvre semble favoriser le processus d'identification inhérent à toute lecture, car aucune personnalité ne vient ici s'interposer entre le lecteur et le texte. À partir du XIIIe siècle, la méditation sur la liturgie de l'Église et l'Écriture sainte, qui se trouve au fondement de la littérature mystique, utilise fréquemment la mise en scène de biographies extatiques. L'Imitation récuse ce procédé. Ici, nulle grâce extraordinaire : la douceur de vivre avec Jésus fait l'objet d'une promesse, non d'une vision ; nulle révélation particulière : le dialogue entre le Christ et le Fidèle, au livre III, n'ajoute rien de neuf aux propos des autres livres ; nul symbolisme à décrypter : le texte doit être lu au premier degré ; et nul questionnement métaphysique : la piété n'a que faire d'analyser la quintessence de l'Être. Mettant exclusivement l'accent sur l'ascèse, la Devotio moderna rompt avec la théologie scolastique, mais aussi avec certains aspects (un peu trop voyants) de la mystique médiévale. En même temps qu'elle illustre cette rupture, qui lui  a gagné, dès le XVe siècle, un vaste public laïc, l'austérité narrative de L'Imitation concentre l'attention du lecteur sur le modèle proposé.

### Un pessimisme anthropologique
L'Imitation ne cesse de souligner l'universalité de la souffrance, provenant du caractère incertain et décevant du monde. Mais après avoir montré la souffrance inséparable de la nature, il présente, en Jésus, la grâce inséparable de la souffrance. Pour se préparer à recevoir cette grâce, il s'agit de renoncer à soi-même, c'est-à-dire refuser toute complicité avec la faiblesse humaine, et d'imiter Jésus-Christ, c'est-à-dire s'offrir à lui aussi totalement qu'il s'est offert au Père. Envisagée sur le modèle ascétique de la Passion et de l'Eucharistie, cette remise de soi garantit le salut individuel, en même temps qu'elle procure l'inestimable bien de la paix du cœur. L'Imitation met ainsi en tension une spiritualité idyllique, héritée de l'exégèse médiévale du Cantique des cantiques, et une thèse d'Augustin d'Hippone, d'un pessimisme radical, qui affirme la corruption foncière de l'être humain et de la société. De là, l'insistance du livre sur la fuga mundi, l'engagement exclusif, la communion sacramentelle comme remède, la nécessité de la grâce divine, et l'omniprésence de la croix. Ces thèmes peuvent d'ailleurs être retrouvés chez des contemporains, l'augustine Rita de Cascia, par exemple.
Les XIVe et XVe siècles sont un temps de crise, de contestation et de renouvellement. Ces trois aspects se retrouvent respectivement dans le pessimisme anthropologique, la rupture avec la théologie, la réduction à l'essentiel, enseignés par L'Imitation. À la Renaissance, par cette focalisation sur le rapport affectif entre l'individu et le Christ, l'ouvrage est novateur. À l'âge classique, son inspiration augustinienne est en phase avec la sensibilité baroque.

## Postérité

### Le livre le plus imprimé après la Bible
Dès 1450, il existait plus de deux cent cinquante manuscrits de L'Imitation. Certaines versions sont composées de façon à être lues en rythme, selon les mesures métriques grégoriennes, comme ce manuscrit de 1441 qui comporte une ponctuation métrique, de manière à pouvoir lire chaque phrase selon un rythme précis, comme dans la récitation des psaumes.
La traduction faite par Pierre Corneille (1656) se révéla un extraordinaire succès de librairie avec 2 300 éditions et près de 2,4 millions d'exemplaires en circulation à la fin du XVIIIe siècle, ce qui en fait à cette époque le livre le plus souvent imprimé après la Bible. Du point de vue de la librairie, L'Imitation est un succès qui ne se dément pas depuis des siècles et de nouvelles éditions paraissent encore régulièrement. Les traductions de Pierre Corneille et Félicité Robert de Lamennais furent republiées récemment dans des collections de poche, en 1978 et 1998 respectivement.
Aujourd'hui L'imitation ne figure plus dans le Top 6 des livres les plus imprimés dans le monde, en tête desquels arrive le catalogue Ikéa.

### Jugements
- de Bossuet, dans son Oraison funèbre de Henriette-Anne d'Angleterre : « Ceux qui la voyaient attentive à peser toutes ses paroles, jugeaient bien qu'elle était sans cesse sous la vue de Dieu et que, fidèle imitatrice de l'institut de Sainte-Marie, jamais elle ne perdait la sainte présence de la Majesté divine. Aussi rappelait-elle souvent ce précieux souvenir par l'oraison et par la lecture de l'Imitation de Jésus, où elle apprenait à se conformer au véritable modèle des chrétiens. »

- de Fontenelle : « L'Imitation de Jésus-Christ est le plus beau texte qui soit parti de la main d'un homme, puisque l'Évangile n'en vient pas ».

- de Thérèse de Lisieux, Histoire d'une âme : « Depuis longtemps je soutenais ma vie spirituelle avec la pure farine contenue dans l'Imitation. Ce petit livre ne me quittait jamais, en été dans ma poche, en hiver dans mon manchon. J'en connaissais par cœur presque tous les chapitres. »

- de Mgr Puyol, Lettres apostoliques : «  L'Imitation de Jésus Christ est à la mystique de l'Église ce que la Somme théologique de saint Thomas d'Aquin est à la scolastique : le chef-d'œuvre contenant le plus pur esprit de la doctrine dans son expression achevée ».

- de Honoré de Balzac, L'Envers de l'histoire contemporaine : « Or, il est impossible de ne pas être saisi par l'Imitation, qui est au dogme ce que l'action est à la pensée. Le catholicisme y vibre, s'y meut, s'agite, s'y prend corps à corps avec la vie humaine. Ce livre est un ami sûr. Il parle à toutes les passions, à toutes les difficultés, même mondaines ; il résout toutes les objections, il est plus éloquent que tous les prédicateurs, car sa voix est la vôtre, elle s'élève dans votre cœur, et vous l'entendez par l'âme. C'est enfin l'Évangile traduit, approprié à tous les temps, superposé à toutes les situations. Il est extraordinaire que l'Église n'ait pas canonisé Gerson, car l'Esprit saint animait évidemment sa plume. »

- de George Sand, Histoire de ma vie, t. 2 : « L'Imitation de Jésus-Christ n'était plus mon guide. »

- de René Girard : « Jésus ne propose pas non plus une règle de vie ascétique au sens de Thomas a Kempis et de sa célèbre Imitation de Jésus-Christ, si admirable que soit cet ouvrage »[27].

## Traduction

### Traducteurs renommés

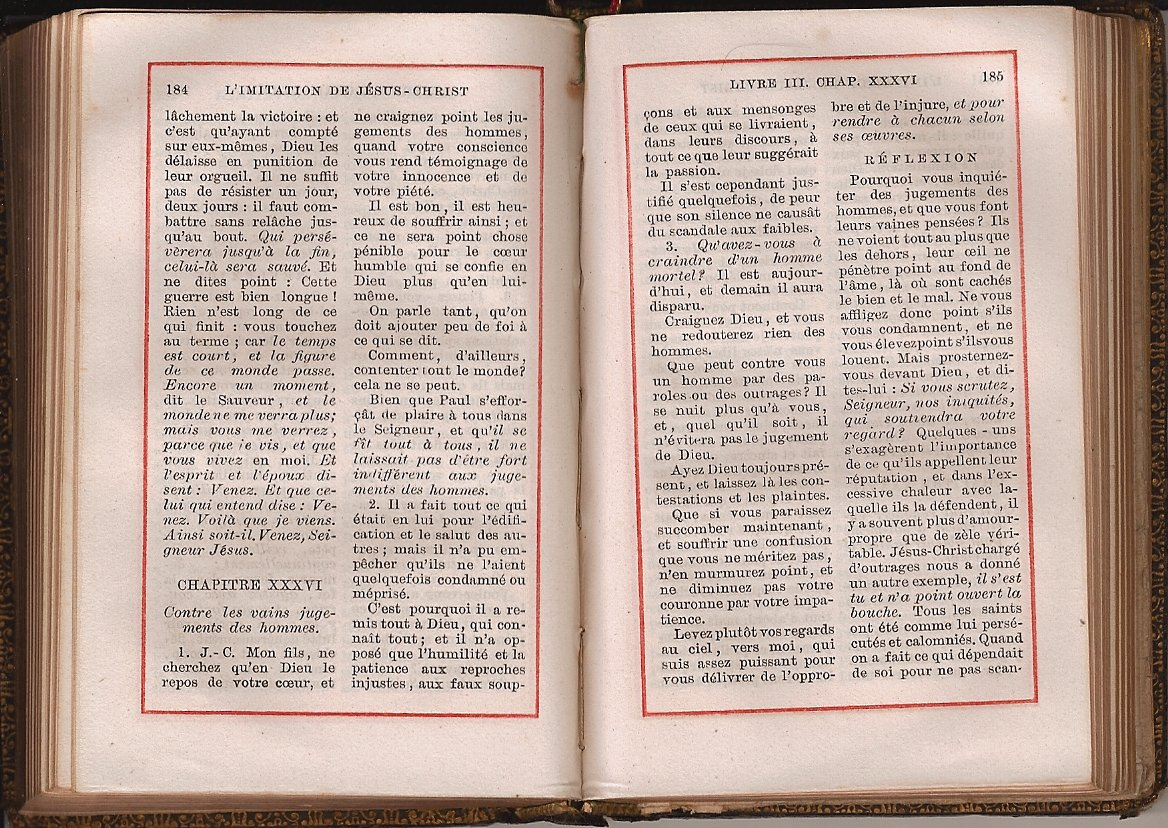
Exemplaire de 1874 (Mame éditeurs - Tours.

Parmi la centaine de traductions françaises de l'Imitation, les plus célèbres sont celles de :
- Michel de Marillac (1621),
- Pierre Corneille (traduction en vers [1651-1659])[28],
- Lemaistre de Sacy (1662),
- Gonnelieu[29] (1712),
- Jacques-Philippe Lallemant (1740),
- Jean-Baptiste-Modeste Gence (1820),
- Genoude (1822),
- Lamennais[30] (1825),
- Sapinaud (1839),
- Georges Darboy[31] (1855),
- Fernand Martin (1936),
- Charles Dietrich (1999).

### Comparaison de quelques traductions à partir d'un extrait (livre 1, chap. 1, verset 4)

#### Traduction de Corneille
Vanité d’entasser richesses sur richesses ;
Vanité de languir dans la soif des honneurs ;
Vanité de choisir pour souverains bonheurs
De la chair et des sens les damnables caresses ;
Vanité d’aspirer à voir durer nos jours
Sans nous mettre en souci d’en mieux régler le cours,
D’aimer la longue vie et négliger la bonne,
D’embrasser le présent sans soin de l’avenir,
Et de plus estimer un moment qu’il nous donne
Que l’attente des biens qui ne sauraient finir.

#### Traduction Lamennais
Vanité donc, d'amasser des richesses périssables et d'espérer en elles. 
Vanité, d'aspirer aux honneurs et de s'élever à ce qu'il y a de plus haut.
Vanité, de suivre les désirs de la chair et de rechercher ce dont il faudra bientôt être rigoureusement puni.
Vanité, de souhaiter une longue vie et de ne pas se soucier de bien vivre.
Vanité, de ne penser qu'à la vie présente et de ne pas prévoir ce qui la suivra.
Vanité, de s'attacher à ce qui passe si vite et de ne pas se hâter vers la joie qui ne finit point.

#### Traduction Sapinaud
Vanité donc d'accroître sa richesse,
Vanité d'aspirer au faîte des honneurs,
Vanité de prêter l'oreille aux sons flatteurs,
D'abandonner ses sens à la mollesse
Dont ils devront bientôt expier les douceurs ;
Vanité d'aimer ce qui passe,
Qui brille et meurt en un moment,
Et de ne pas aspirer à la grâce
Qui fait vivre éternellement ! 

### Traductions dans d'autres langues
Edmond-Louis Blomme (1828-1910), écrivain français de langue française et flamande est l'auteur de De Navolging Christi, une traduction en néerlandais et en vers du premier livre de De imitatione Christi. Georg Mayr traduisit en grec l'« Imitation de Jésus-Christ » (Augsbourg, 1615 ; dernières rééd. : Ratisbonne, 1837 ; Paris, 1841 et 1858 ; Turin, 1903).